# Tapada Comprida
A Tapada Comprida é uma elevação portuguesa localizada no concelho de Santa Cruz das Flores, ilha das Flores, arquipélago dos Açores.
Este acidente geológico tem o seu ponto mais elevado a 596 metros de altitude acima do nível do mar, nas suas proximidades encontra-se o Alto da Cova. É nas encostas desta formação nas casce a Ribeira dos Ilhéus.